# Шери, Филипп
Филипп Шери (фр. Philippe Chéry; 15 февраля 1759, Париж — 28 февраля 1838, бывший 8-й округ Парижа) — французский художник и революционер.

## Биография
Родился в 1759 году в Париже. Учился живописи там же у Жозефа-Мари Вьена. Участвовал во Французской революции с первых дней, был ранен во время взятия Бастилии. В 1791 году представил на Парижском салоне картину «Гибель Алкивиада», которую ждал блистательный успех.
Являлся членом якобинского Комитета общественного спасения, участвовал в развязывании террора и политически мотивированных преследованиях. Однако, сам был обвинён в поддержке нотариуса Шодо, который, в свою очередь, подозревался в шпионаже в пользу Англии, и в 1794 году оставил свой пост.
В эпоху Директории был мэром Шаронны (ныне — в черте Парижа). После переворота 18 брюмера, опасаясь ареста, бежал из Франции, но в 1802 году вернулся обратно.
Выставлял свои работы на ежегодном Парижском салоне до 1835 года. В период Реставрации Бурбонов преподавал живопись, имел многочисленных учеников, а также учениц, среди которых выделялась Огюстина Коше де Сент-Омер.
Являлся первым иллюстратором произведений маркиза де Сада.
Скончался Шери в 1838 году в Париже.